# Strade Bianche féminines 2025
Cet article concerne la compétition féminine. Pour la compétition masculine, voir Strade Bianche 2025.
La 11e édition des Strade Bianche féminines (officiellement Strade Bianche Donne en italien) a lieu le 8 mars 2025. C'est la cinquième manche de l'UCI World Tour féminin. Elle est remportée par la Néerlandaise Demi Vollering.

## Équipes
| UCI Women's WorldTeams (15)- AG Insurance-Soudal Team - Canyon//SRAM zondacrypto - Ceratizit Pro Cycling Team - FDJ-Suez - Fenix-Deceuninck - Human Powered Health - Lidl-Trek - Liv AlUla Jayco - Movistar Team - Roland - Team Picnic PostNL - Team SD Worx-Protime - Team Visma \| Lease a Bike - UAE Team ADQ - Uno-X Mobility UCI Women's ProTeams (4)- EF Education-Oatly - VolkerWessels Women's Pro Cycling Team - Cofidis Women Team - Laboral Kutxa-Fundación Euskadi Équipes féminines continentales (5)- Bepink-Imatra-Bongioanni - Aromitalia 3T Vaiano - Isolmant-Premac-Vittoria - Team Mendelspeck E-Work - Top Girls Fassa Bortolo |
| |

## Parcours

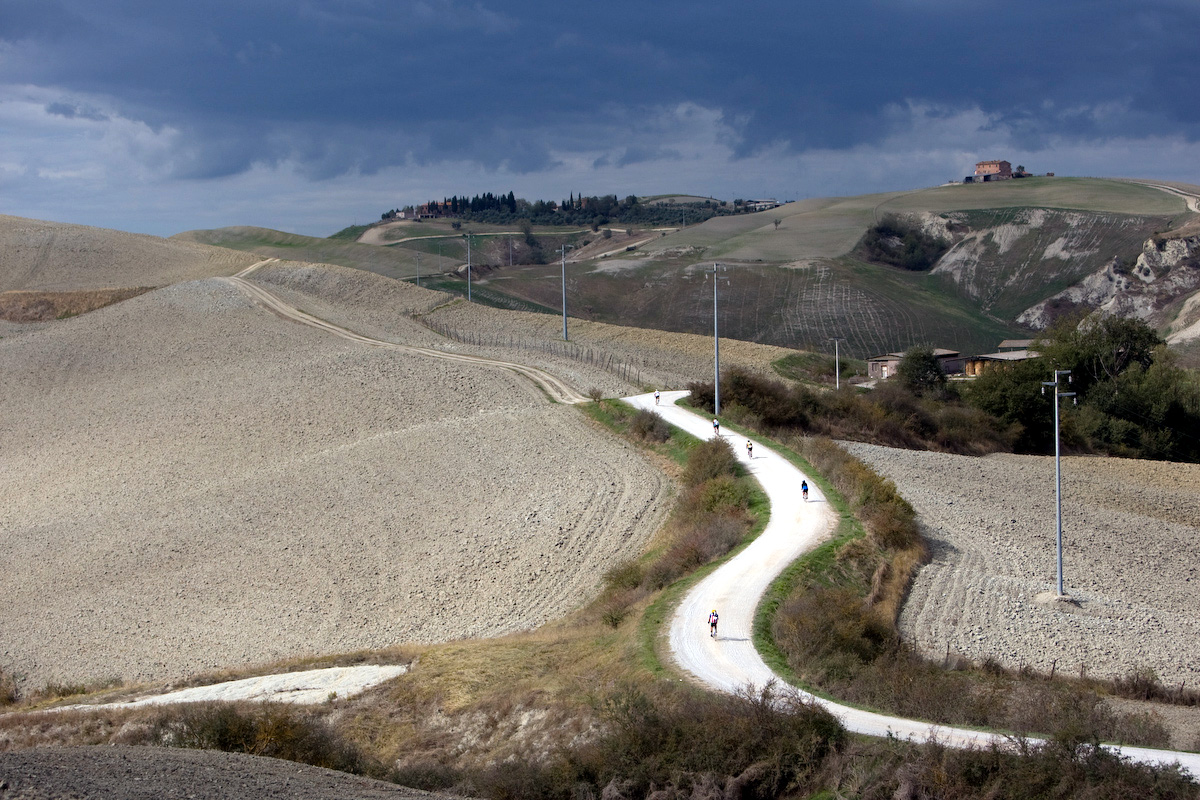
L'une des strade bianche.

La course commence et se termine à Sienne, dans le site du patrimoine mondial de l'UNESCO. La distance du parcours est de 136 kilomètres, tracée entièrement dans le sud de la province de Sienne en Toscane. La course est particulièrement connue pour ses routes blanches en gravier (strade bianche ou sterrati).
Treize strade bianche (chemins blancs) sont au programme de cette édition pour un total de 50,3 km.
| #  | Secteur               | km de l'arrivée | Longueur (km) |
| -- | --------------------- | --------------- | ------------- |
| 1  | Vidritta              | 121,8           | 4,4           |
| 2  | Bagnaia               | 116,8           | 4,8           |
| 3  | Radi                  | 105,9           | 4,4           |
| 4  | La Piana              | 95,3            | 6,4           |
| 5  | Serravalle            | 87,1            | 9,4           |
| 6  | San Martino in Grania | 76,2            | 9,4           |
| 7  | Monteaperti           | 53,7            | 0,6           |
| 8  | Colle Pinzuto         | 49,3            | 2,4           |
| 9  | Le Tolfe              | 43,0            | 1,1           |
| 10 | Castagno              | 39,6            | 0,7           |
| 11 | Montechiaro           | 25,8            | 3,2           |
| 12 | Colle Pinzuto         | 19,1            | 2,4           |
| 13 | Le Tolfe              | 12,8            | 1,1           |

## Classement final
| \| Classement général \| Classement général \| Classement général \| Classement général \| Classement général \| \| Coureuse \| Coureuse \| Pays \| Équipe \| Temps \| \| ------------------ \| ---------------------- \| ------------------ \| -------------------------- \| ------------------ \| \| 1re \| Demi Vollering \| Pays-Bas \| FDJ-Suez \| 3 h 49 min 04 s \| \| 2e \| Anna van der Breggen \| Pays-Bas \| SD Worx-Protime \| + 18 s \| \| 3e \| Pauline Ferrand-Prévot \| France \| Team Visma \\| Lease a Bike \| + 1 min 42 s \| \| 4e \| Juliette Labous \| France \| FDJ-Suez \| + 1 min 42 s \| \| 5e \| Mavi García \| Espagne \| Liv AlUla Jayco \| + 1 min 47 s \| \| 6e \| Yara Kastelijn \| Pays-Bas \| Fenix-Deceuninck \| + 1 min 48 s \| \| 7e \| Puck Pieterse \| Pays-Bas \| Fenix-Deceuninck \| + 1 min 49 s \| \| 8e \| Niamh Fisher-Black \| Nouvelle-Zélande \| Lidl-Trek \| + 1 min 54 s \| \| 9e \| Noemi Rüegg \| Suisse \| EF Education-Oatly \| + 1 min 55 s \| \| 10e \| Silke Smulders \| Pays-Bas \| Liv AlUla Jayco \| + 1 min 59 s \| |                        |                  |                            |                 |
| |                        |                  |                            |                 |
| Source : ProCyclingStats |                        |                  |                            |                 |
| Classement général |                        |                  |                            |                 |
| Coureuse | Coureuse               | Pays             | Équipe                     | Temps           |
| 1re | Demi Vollering         | Pays-Bas         | FDJ-Suez                   | 3 h 49 min 04 s |
| 2e | Anna van der Breggen   | Pays-Bas         | SD Worx-Protime            | + 18 s          |
| 3e | Pauline Ferrand-Prévot | France           | Team Visma \| Lease a Bike | + 1 min 42 s    |
| 4e | Juliette Labous        | France           | FDJ-Suez                   | + 1 min 42 s    |
| 5e | Mavi García            | Espagne          | Liv AlUla Jayco            | + 1 min 47 s    |
| 6e | Yara Kastelijn         | Pays-Bas         | Fenix-Deceuninck           | + 1 min 48 s    |
| 7e | Puck Pieterse          | Pays-Bas         | Fenix-Deceuninck           | + 1 min 49 s    |
| 8e | Niamh Fisher-Black     | Nouvelle-Zélande | Lidl-Trek                  | + 1 min 54 s    |
| 9e | Noemi Rüegg            | Suisse           | EF Education-Oatly         | + 1 min 55 s    |
| 10e | Silke Smulders         | Pays-Bas         | Liv AlUla Jayco            | + 1 min 59 s    |

## Liste des participantes
| Légende | Légende                                                                    | Légende | Légende                                                    |
| ------- | -------------------------------------------------------------------------- | ------- | ---------------------------------------------------------- |
| Num     | Dossard de départ porté par le coureur sur ces Strade Bianche              | Pos     | Position à l'arrivée de la course                          |
|         | Indique un maillot de champion national ou mondial, suivi de sa spécialité | NP      | Indique un coureur qui n'a pas pris le départ de la course |
| AB      | Indique un coureur qui n'a pas terminé la course                           | HD      | Indique un coureur qui a terminé la course hors des délais |

| AG Insurance-Soudal Team AGS | AG Insurance-Soudal Team AGS               | AG Insurance-Soudal Team AGS |
| ---------------------------- | ------------------------------------------ | ---------------------------- |
| Num                          | Coureuse                                   | Pos                          |
| 1                            | Urška Žigart (SLO) (route)                 | 51e                          |
| 2                            | Mireia Benito (ESP)                        | 42e                          |
| 3                            | Lore De Schepper (BEL)                     | 45e                          |
| 4                            | Kimberley Le Court de Billot (MRI) (route) | 14e                          |
| 5                            | Gaia Masetti (ITA)                         | AB                           |
| 6                            | Ashleigh Moolman (RSA)                     | 41e                          |

| Aromitalia 3T Vaiano VAI | Aromitalia 3T Vaiano VAI | Aromitalia 3T Vaiano VAI |
| ------------------------ | ------------------------ | ------------------------ |
| Num                      | Coureuse                 | Pos                      |
| 11                       | Romina Costantini (ITA)  | AB                       |
| 12                       | Eleonora La Bella (ITA)  | AB                       |
| 13                       | Rasa Leleivytė (LTU)     | AB                       |
| 14                       | Alice Papo (ITA)         | AB                       |
| 15                       | Elisa Tottolo (ITA)      | AB                       |
| 16                       | Hanna Tserakh (BLR)      | AB                       |

| Bepink-Imatra-Bongioanni BPK | Bepink-Imatra-Bongioanni BPK | Bepink-Imatra-Bongioanni BPK |
| ---------------------------- | ---------------------------- | ---------------------------- |
| Num                          | Coureuse                     | Pos                          |
| 21                           | Irene Cagnazzo (ITA)         | AB                           |
| 22                           | Andrea Casagranda (ITA)      | AB                           |
| 23                           | Carmela Cipriani (ITA)       | AB                           |
| 24                           | Marina Garau Roca (ESP)      | AB                           |
| 25                           | Gaia Segato (ITA)            | 49e                          |
| 26                           | Elisa Valtulini (ITA)        | AB                           |

| Canyon//SRAM zondacrypto CSZ | Canyon//SRAM zondacrypto CSZ   | Canyon//SRAM zondacrypto CSZ |
| ---------------------------- | ------------------------------ | ---------------------------- |
| Num                          | Coureuse                       | Pos                          |
| 31                           | Katarzyna Niewiadoma (POL)     | AB                           |
| 32                           | Agnieszka Skalniak-Sójka (POL) | AB                           |
| 33                           | Cecilie Uttrup Ludwig (DEN)    | 39e                          |
| 34                           | Antonia Niedermaier (GER)      | 43e                          |
| 35                           | Soraya Paladin (ITA)           | AB                           |
| 36                           | Alice Towers (GBR)             | 38e                          |

| Ceratizit Pro Cycling Team CTC | Ceratizit Pro Cycling Team CTC | Ceratizit Pro Cycling Team CTC |
| ------------------------------ | ------------------------------ | ------------------------------ |
| Num                            | Coureuse                       | Pos                            |
| 41                             | Sandra Alonso (ESP)            | AB                             |
| 42                             | Franziska Brauße (GER)         | AB                             |
| 43                             | Lana Eberle (GER)              | AB                             |
| 44                             | Sara Fiorin (ITA)              | AB                             |
| 45                             | Dilyxine Miermont (FRA)        | 27e                            |
| 46                             | Petra Zsankó (HUN)             | AB                             |

| Cofidis COF | Cofidis COF            | Cofidis COF |
| ----------- | ---------------------- | ----------- |
| Num         | Coureuse               | Pos         |
| 51          | Julie Bego (FRA)       | AB          |
| 52          | Victorie Guilman (FRA) | AB          |
| 53          | Špela Kern (SLO)       | AB          |
| 54          | Clara Koppenburg (GER) | AB          |
| 55          | Hannah Ludwig (GER)    | NP          |
| 56          | Nikola Nosková (CZE)   | AB          |

| EF Education-Oatly EFC | EF Education-Oatly EFC    | EF Education-Oatly EFC |
| ---------------------- | ------------------------- | ---------------------- |
| Num                    | Coureuse                  | Pos                    |
| 61                     | Nina Berton (LUX)         | AB                     |
| 62                     | Letizia Borghesi (ITA)    | 18e                    |
| 63                     | Cédrine Kerbaol (FRA)     | 33e                    |
| 64                     | Nina Kessler (NED)        | AB                     |
| 65                     | Sarah Roy (AUS)           | 52e                    |
| 66                     | Noemi Rüegg (SUI) (route) | 9e                     |

| FDJ-Suez TFS | FDJ-Suez TFS                  | FDJ-Suez TFS |
| ------------ | ----------------------------- | ------------ |
| Num          | Coureuse                      | Pos          |
| 71           | Demi Vollering (NED)          | 1re          |
| 72           | Loes Adegeest (NED)           | AB           |
| 73           | Léa Curinier (FRA)            | 25e          |
| 74           | Juliette Labous (FRA) (route) | 4e           |
| 75           | Évita Muzic (FRA)             | 12e          |
| 76           | Marie Le Net (FRA)            | 53e          |

| Fenix-Deceuninck FDC | Fenix-Deceuninck FDC          | Fenix-Deceuninck FDC |
| -------------------- | ----------------------------- | -------------------- |
| Num                  | Coureuse                      | Pos                  |
| 81                   | Christina Schweinberger (AUT) | 46e                  |
| 82                   | Sara Casasola (ITA)           | 44e                  |
| 83                   | Yara Kastelijn (NED)          | 6e                   |
| 84                   | Puck Pieterse (NED)           | 7e                   |
| 85                   | Marthe Truyen (BEL)           | AB                   |
| 86                   | Annemarie Worst (NED)         | AB                   |

| Human Powered Health HPH | Human Powered Health HPH | Human Powered Health HPH |
| ------------------------ | ------------------------ | ------------------------ |
| Num                      | Coureuse                 | Pos                      |
| 91                       | Thalita de Jong (NED)    | AB                       |
| 92                       | Yurani Blanco (ESP)      | AB                       |
| 93                       | Carlotta Cipressi (ITA)  | AB                       |
| 94                       | Ruth Edwards (USA)       | AB                       |
| 95                       | Barbara Malcotti (ITA)   | 40e                      |
| 96                       | Mona Mitterwallner (AUT) | AB                       |

| Isolmant-Premac-Vittoria SBT | Isolmant-Premac-Vittoria SBT | Isolmant-Premac-Vittoria SBT |
| ---------------------------- | ---------------------------- | ---------------------------- |
| Num                          | Coureuse                     | Pos                          |
| 101                          | Sofia Arici (ITA)            | 48e                          |
| 102                          | Valeria Curnis (ITA)         | AB                           |
| 103                          | Sara Pepoli (ITA)            | AB                           |
| 104                          | Federica Piergiovanni (ITA)  | AB                           |
| 105                          | Beatrice Rossato (ITA)       | AB                           |
| 106                          | Asia Zontone (ITA)           | AB                           |

| Laboral Kutxa-Fundación Euskadi LKF | Laboral Kutxa-Fundación Euskadi LKF | Laboral Kutxa-Fundación Euskadi LKF |
| ----------------------------------- | ----------------------------------- | ----------------------------------- |
| Num                                 | Coureuse                            | Pos                                 |
| 111                                 | Alice Maria Arzuffi (ITA)           | AB                                  |
| 112                                 | Yanina Kuskova (UZB)                | AB                                  |
| 113                                 | Debora Silvestri (ITA)              | AB                                  |
| 114                                 | Arianna Fidanza (ITA)               | NP                                  |
| 115                                 | Laura Tomasi (ITA)                  | AB                                  |
| 116                                 | Cristina Tonetti (ITA)              | AB                                  |

| Lidl-Trek LTK | Lidl-Trek LTK            | Lidl-Trek LTK |
| ------------- | ------------------------ | ------------- |
| Num           | Coureuse                 | Pos           |
| 121           | Lizzie Deignan (GBR)     | AB            |
| 122           | Niamh Fisher-Black (NZL) | 8e            |
| 123           | Lauretta Hanson (AUS)    | 26e           |
| 124           | Anna Henderson (GBR)     | 35e           |
| 125           | Riejanne Markus (NED)    | AB            |
| 126           | Amanda Spratt (AUS)      | 20e           |

| Liv AlUla Jayco LIV | Liv AlUla Jayco LIV         | Liv AlUla Jayco LIV |
| ------------------- | --------------------------- | ------------------- |
| Num                 | Coureuse                    | Pos                 |
| 131                 | Mavi García (ESP)           | 5e                  |
| 132                 | Caroline Andersson (SWE)    | 22e                 |
| 133                 | Amber Pate (AUS)            | 50e                 |
| 134                 | Silke Smulders (NED)        | 10e                 |
| 135                 | Monica Trinca Colonel (ITA) | 11e                 |
| 136                 | Ella Wyllie (NZL)           | 21e                 |

| Movistar Team MOV | Movistar Team MOV           | Movistar Team MOV |
| ----------------- | --------------------------- | ----------------- |
| Num               | Coureuse                    | Pos               |
| 141               | Liane Lippert (GER)         | 19e               |
| 142               | Jelena Erić (SRB) (route)   | AB                |
| 143               | Floortje Mackaij (NED)      | AB                |
| 144               | Ana Vitória Magalhães (BRA) | AB                |
| 145               | Mareille Meijering (NED)    | 54e               |
| 146               | Marlen Reusser (SUI)        | AB                |

| Roland CGS | Roland CGS               | Roland CGS |
| ---------- | ------------------------ | ---------- |
| Num        | Coureuse                 | Pos        |
| 151        | Morgane Coston (FRA)     | AB         |
| 152        | Giulia Giuliani (ITA)    | AB         |
| 154        | Elena Pirrone (ITA)      | AB         |
| 155        | Kaja Rysz (POL)          | AB         |
| 156        | Giorgia Vettorello (ITA) | AB         |

| Team Mendelspeck E-Work MDS | Team Mendelspeck E-Work MDS | Team Mendelspeck E-Work MDS |
| --------------------------- | --------------------------- | --------------------------- |
| Num                         | Coureuse                    | Pos                         |
| 161                         | Michela De Grandis (ITA)    | AB                          |
| 162                         | Sara Pellegrini (ITA)       | AB                          |
| 163                         | Prisca Savi (ITA)           | AB                          |
| 164                         | Asia Sgaravato (ITA)        | AB                          |
| 165                         | Giorgia Tagliavini (ITA)    | AB                          |
| 166                         | Giulia Vallotto (ITA)       | AB                          |

| Team Picnic PostNL TPP | Team Picnic PostNL TPP       | Team Picnic PostNL TPP |
| ---------------------- | ---------------------------- | ---------------------- |
| Num                    | Coureuse                     | Pos                    |
| 171                    | Marta Cavalli (ITA)          | 36e                    |
| 172                    | Francesca Barale (ITA)       | AB                     |
| 173                    | Franziska Koch (GER) (route) | AB                     |
| 174                    | Josie Nelson (GBR)           | 47e                    |
| 175                    | Mara Roldan (CAN)            | AB                     |
| 176                    | Nienke Vinke (NED)           | AB                     |

| SD Worx-Protime SDW | SD Worx-Protime SDW        | SD Worx-Protime SDW |
| ------------------- | -------------------------- | ------------------- |
| Num                 | Coureuse                   | Pos                 |
| 181                 | Anna van der Breggen (NED) | 2e                  |
| 182                 | Mischa Bredewold (NED)     | 15e                 |
| 183                 | Femke Gerritse (NED)       | 17e                 |
| 184                 | Steffi Häberlin (SUI)      | 28e                 |
| 185                 | Blanka Vas (HUN) (route)   | AB                  |
| 186                 | Lorena Wiebes (NED)        | AB                  |

| Team Visma \| Lease a Bike TVL | Team Visma \| Lease a Bike TVL | Team Visma \| Lease a Bike TVL |
| ------------------------------ | ------------------------------ | ------------------------------ |
| Num                            | Coureuse                       | Pos                            |
| 191                            | Pauline Ferrand-Prévot (FRA)   | 3e                             |
| 192                            | Femke de Vries (NED)           | 32e                            |
| 193                            | Eva van Agt (NED)              | 24e                            |
| 194                            | Fem van Empel (NED)            | 31e                            |
| 195                            | Margaux Vigié (FRA)            | AB                             |
| 196                            | Sophie von Berswordt (NED)     | AB                             |

| Top Girls Fassa Bortolo TOP | Top Girls Fassa Bortolo TOP | Top Girls Fassa Bortolo TOP |
| --------------------------- | --------------------------- | --------------------------- |
| Num                         | Coureuse                    | Pos                         |
| 201                         | Virginia Bortoli (ITA)      | AB                          |
| 202                         | Monica Castagna (ITA)       | AB                          |
| 203                         | Elisa De Vallier (ITA)      | AB                          |
| 204                         | Sara Luccon (ITA)           | AB                          |
| 205                         | Marta Pavesi (ITA)          | AB                          |
| 206                         | Chiara Reghini (ITA)        | AB                          |

| UAE Team ADQ UAD | UAE Team ADQ UAD                   | UAE Team ADQ UAD |
| ---------------- | ---------------------------------- | ---------------- |
| Num              | Coureuse                           | Pos              |
| 211              | Elisa Longo Borghini (ITA) (route) | 55e              |
| 212              | Alena Amialiusik (BLR)             | 57e              |
| 213              | Brodie Chapman (AUS)               | 37e              |
| 214              | Eleonora Gasparrini (ITA)          | 56e              |
| 215              | Silvia Persico (ITA)               | 16e              |
| 216              | Dominika Włodarczyk (POL) (route)  | 23e              |

| Uno-X Mobility UXM | Uno-X Mobility UXM            | Uno-X Mobility UXM |
| ------------------ | ----------------------------- | ------------------ |
| Num                | Coureuse                      | Pos                |
| 221                | Solbjørk Minke Anderson (DEN) | 30e                |
| 222                | Teuntje Beekhuis (NED)        | AB                 |
| 223                | Simone Boilard (CAN)          | 29e                |
| 224                | Marte Berg Edseth (NOR)       | 13e                |
| 225                | Ingvild Gåskjenn (NOR)        | AB                 |
| 226                | Linda Zanetti (SUI)           | AB                 |

| VolkerWessels VWT | VolkerWessels VWT           | VolkerWessels VWT |
| ----------------- | --------------------------- | ----------------- |
| Num               | Coureuse                    | Pos               |
| 231               | Eline Jansen (NED)          | AB                |
| 232               | Anne Knijnenburg (NED)      | AB                |
| 233               | Marieke Meert (BEL)         | AB                |
| 234               | Laura Molenaar (NED)        | AB                |
| 235               | Margot Vanpachtenbeke (BEL) | 34e               |
| 236               | Bodine Vollering (NED)      | AB                |

| AG Insurance-Soudal Team AGS | AG Insurance-Soudal Team AGS               | AG Insurance-Soudal Team AGS |
| ---------------------------- | ------------------------------------------ | ---------------------------- |
| Num                          | Coureuse                                   | Pos                          |
| 1                            | Urška Žigart (SLO) (route)                 | 51e                          |
| 2                            | Mireia Benito (ESP)                        | 42e                          |
| 3                            | Lore De Schepper (BEL)                     | 45e                          |
| 4                            | Kimberley Le Court de Billot (MRI) (route) | 14e                          |
| 5                            | Gaia Masetti (ITA)                         | AB                           |
| 6                            | Ashleigh Moolman (RSA)                     | 41e                          |

| Aromitalia 3T Vaiano VAI | Aromitalia 3T Vaiano VAI | Aromitalia 3T Vaiano VAI |
| ------------------------ | ------------------------ | ------------------------ |
| Num                      | Coureuse                 | Pos                      |
| 11                       | Romina Costantini (ITA)  | AB                       |
| 12                       | Eleonora La Bella (ITA)  | AB                       |
| 13                       | Rasa Leleivytė (LTU)     | AB                       |
| 14                       | Alice Papo (ITA)         | AB                       |
| 15                       | Elisa Tottolo (ITA)      | AB                       |
| 16                       | Hanna Tserakh (BLR)      | AB                       |

| Bepink-Imatra-Bongioanni BPK | Bepink-Imatra-Bongioanni BPK | Bepink-Imatra-Bongioanni BPK |
| ---------------------------- | ---------------------------- | ---------------------------- |
| Num                          | Coureuse                     | Pos                          |
| 21                           | Irene Cagnazzo (ITA)         | AB                           |
| 22                           | Andrea Casagranda (ITA)      | AB                           |
| 23                           | Carmela Cipriani (ITA)       | AB                           |
| 24                           | Marina Garau Roca (ESP)      | AB                           |
| 25                           | Gaia Segato (ITA)            | 49e                          |
| 26                           | Elisa Valtulini (ITA)        | AB                           |

| Canyon//SRAM zondacrypto CSZ | Canyon//SRAM zondacrypto CSZ   | Canyon//SRAM zondacrypto CSZ |
| ---------------------------- | ------------------------------ | ---------------------------- |
| Num                          | Coureuse                       | Pos                          |
| 31                           | Katarzyna Niewiadoma (POL)     | AB                           |
| 32                           | Agnieszka Skalniak-Sójka (POL) | AB                           |
| 33                           | Cecilie Uttrup Ludwig (DEN)    | 39e                          |
| 34                           | Antonia Niedermaier (GER)      | 43e                          |
| 35                           | Soraya Paladin (ITA)           | AB                           |
| 36                           | Alice Towers (GBR)             | 38e                          |

| Ceratizit Pro Cycling Team CTC | Ceratizit Pro Cycling Team CTC | Ceratizit Pro Cycling Team CTC |
| ------------------------------ | ------------------------------ | ------------------------------ |
| Num                            | Coureuse                       | Pos                            |
| 41                             | Sandra Alonso (ESP)            | AB                             |
| 42                             | Franziska Brauße (GER)         | AB                             |
| 43                             | Lana Eberle (GER)              | AB                             |
| 44                             | Sara Fiorin (ITA)              | AB                             |
| 45                             | Dilyxine Miermont (FRA)        | 27e                            |
| 46                             | Petra Zsankó (HUN)             | AB                             |

| Cofidis COF | Cofidis COF            | Cofidis COF |
| ----------- | ---------------------- | ----------- |
| Num         | Coureuse               | Pos         |
| 51          | Julie Bego (FRA)       | AB          |
| 52          | Victorie Guilman (FRA) | AB          |
| 53          | Špela Kern (SLO)       | AB          |
| 54          | Clara Koppenburg (GER) | AB          |
| 55          | Hannah Ludwig (GER)    | NP          |
| 56          | Nikola Nosková (CZE)   | AB          |

| EF Education-Oatly EFC | EF Education-Oatly EFC    | EF Education-Oatly EFC |
| ---------------------- | ------------------------- | ---------------------- |
| Num                    | Coureuse                  | Pos                    |
| 61                     | Nina Berton (LUX)         | AB                     |
| 62                     | Letizia Borghesi (ITA)    | 18e                    |
| 63                     | Cédrine Kerbaol (FRA)     | 33e                    |
| 64                     | Nina Kessler (NED)        | AB                     |
| 65                     | Sarah Roy (AUS)           | 52e                    |
| 66                     | Noemi Rüegg (SUI) (route) | 9e                     |

| FDJ-Suez TFS | FDJ-Suez TFS                  | FDJ-Suez TFS |
| ------------ | ----------------------------- | ------------ |
| Num          | Coureuse                      | Pos          |
| 71           | Demi Vollering (NED)          | 1re          |
| 72           | Loes Adegeest (NED)           | AB           |
| 73           | Léa Curinier (FRA)            | 25e          |
| 74           | Juliette Labous (FRA) (route) | 4e           |
| 75           | Évita Muzic (FRA)             | 12e          |
| 76           | Marie Le Net (FRA)            | 53e          |

| Fenix-Deceuninck FDC | Fenix-Deceuninck FDC          | Fenix-Deceuninck FDC |
| -------------------- | ----------------------------- | -------------------- |
| Num                  | Coureuse                      | Pos                  |
| 81                   | Christina Schweinberger (AUT) | 46e                  |
| 82                   | Sara Casasola (ITA)           | 44e                  |
| 83                   | Yara Kastelijn (NED)          | 6e                   |
| 84                   | Puck Pieterse (NED)           | 7e                   |
| 85                   | Marthe Truyen (BEL)           | AB                   |
| 86                   | Annemarie Worst (NED)         | AB                   |

| Human Powered Health HPH | Human Powered Health HPH | Human Powered Health HPH |
| ------------------------ | ------------------------ | ------------------------ |
| Num                      | Coureuse                 | Pos                      |
| 91                       | Thalita de Jong (NED)    | AB                       |
| 92                       | Yurani Blanco (ESP)      | AB                       |
| 93                       | Carlotta Cipressi (ITA)  | AB                       |
| 94                       | Ruth Edwards (USA)       | AB                       |
| 95                       | Barbara Malcotti (ITA)   | 40e                      |
| 96                       | Mona Mitterwallner (AUT) | AB                       |

| Isolmant-Premac-Vittoria SBT | Isolmant-Premac-Vittoria SBT | Isolmant-Premac-Vittoria SBT |
| ---------------------------- | ---------------------------- | ---------------------------- |
| Num                          | Coureuse                     | Pos                          |
| 101                          | Sofia Arici (ITA)            | 48e                          |
| 102                          | Valeria Curnis (ITA)         | AB                           |
| 103                          | Sara Pepoli (ITA)            | AB                           |
| 104                          | Federica Piergiovanni (ITA)  | AB                           |
| 105                          | Beatrice Rossato (ITA)       | AB                           |
| 106                          | Asia Zontone (ITA)           | AB                           |

| Laboral Kutxa-Fundación Euskadi LKF | Laboral Kutxa-Fundación Euskadi LKF | Laboral Kutxa-Fundación Euskadi LKF |
| ----------------------------------- | ----------------------------------- | ----------------------------------- |
| Num                                 | Coureuse                            | Pos                                 |
| 111                                 | Alice Maria Arzuffi (ITA)           | AB                                  |
| 112                                 | Yanina Kuskova (UZB)                | AB                                  |
| 113                                 | Debora Silvestri (ITA)              | AB                                  |
| 114                                 | Arianna Fidanza (ITA)               | NP                                  |
| 115                                 | Laura Tomasi (ITA)                  | AB                                  |
| 116                                 | Cristina Tonetti (ITA)              | AB                                  |

| Lidl-Trek LTK | Lidl-Trek LTK            | Lidl-Trek LTK |
| ------------- | ------------------------ | ------------- |
| Num           | Coureuse                 | Pos           |
| 121           | Lizzie Deignan (GBR)     | AB            |
| 122           | Niamh Fisher-Black (NZL) | 8e            |
| 123           | Lauretta Hanson (AUS)    | 26e           |
| 124           | Anna Henderson (GBR)     | 35e           |
| 125           | Riejanne Markus (NED)    | AB            |
| 126           | Amanda Spratt (AUS)      | 20e           |

| Liv AlUla Jayco LIV | Liv AlUla Jayco LIV         | Liv AlUla Jayco LIV |
| ------------------- | --------------------------- | ------------------- |
| Num                 | Coureuse                    | Pos                 |
| 131                 | Mavi García (ESP)           | 5e                  |
| 132                 | Caroline Andersson (SWE)    | 22e                 |
| 133                 | Amber Pate (AUS)            | 50e                 |
| 134                 | Silke Smulders (NED)        | 10e                 |
| 135                 | Monica Trinca Colonel (ITA) | 11e                 |
| 136                 | Ella Wyllie (NZL)           | 21e                 |

| Movistar Team MOV | Movistar Team MOV           | Movistar Team MOV |
| ----------------- | --------------------------- | ----------------- |
| Num               | Coureuse                    | Pos               |
| 141               | Liane Lippert (GER)         | 19e               |
| 142               | Jelena Erić (SRB) (route)   | AB                |
| 143               | Floortje Mackaij (NED)      | AB                |
| 144               | Ana Vitória Magalhães (BRA) | AB                |
| 145               | Mareille Meijering (NED)    | 54e               |
| 146               | Marlen Reusser (SUI)        | AB                |

| Roland CGS | Roland CGS               | Roland CGS |
| ---------- | ------------------------ | ---------- |
| Num        | Coureuse                 | Pos        |
| 151        | Morgane Coston (FRA)     | AB         |
| 152        | Giulia Giuliani (ITA)    | AB         |
| 154        | Elena Pirrone (ITA)      | AB         |
| 155        | Kaja Rysz (POL)          | AB         |
| 156        | Giorgia Vettorello (ITA) | AB         |

| Team Mendelspeck E-Work MDS | Team Mendelspeck E-Work MDS | Team Mendelspeck E-Work MDS |
| --------------------------- | --------------------------- | --------------------------- |
| Num                         | Coureuse                    | Pos                         |
| 161                         | Michela De Grandis (ITA)    | AB                          |
| 162                         | Sara Pellegrini (ITA)       | AB                          |
| 163                         | Prisca Savi (ITA)           | AB                          |
| 164                         | Asia Sgaravato (ITA)        | AB                          |
| 165                         | Giorgia Tagliavini (ITA)    | AB                          |
| 166                         | Giulia Vallotto (ITA)       | AB                          |

| Team Picnic PostNL TPP | Team Picnic PostNL TPP       | Team Picnic PostNL TPP |
| ---------------------- | ---------------------------- | ---------------------- |
| Num                    | Coureuse                     | Pos                    |
| 171                    | Marta Cavalli (ITA)          | 36e                    |
| 172                    | Francesca Barale (ITA)       | AB                     |
| 173                    | Franziska Koch (GER) (route) | AB                     |
| 174                    | Josie Nelson (GBR)           | 47e                    |
| 175                    | Mara Roldan (CAN)            | AB                     |
| 176                    | Nienke Vinke (NED)           | AB                     |

| SD Worx-Protime SDW | SD Worx-Protime SDW        | SD Worx-Protime SDW |
| ------------------- | -------------------------- | ------------------- |
| Num                 | Coureuse                   | Pos                 |
| 181                 | Anna van der Breggen (NED) | 2e                  |
| 182                 | Mischa Bredewold (NED)     | 15e                 |
| 183                 | Femke Gerritse (NED)       | 17e                 |
| 184                 | Steffi Häberlin (SUI)      | 28e                 |
| 185                 | Blanka Vas (HUN) (route)   | AB                  |
| 186                 | Lorena Wiebes (NED)        | AB                  |

| Team Visma \| Lease a Bike TVL | Team Visma \| Lease a Bike TVL | Team Visma \| Lease a Bike TVL |
| ------------------------------ | ------------------------------ | ------------------------------ |
| Num                            | Coureuse                       | Pos                            |
| 191                            | Pauline Ferrand-Prévot (FRA)   | 3e                             |
| 192                            | Femke de Vries (NED)           | 32e                            |
| 193                            | Eva van Agt (NED)              | 24e                            |
| 194                            | Fem van Empel (NED)            | 31e                            |
| 195                            | Margaux Vigié (FRA)            | AB                             |
| 196                            | Sophie von Berswordt (NED)     | AB                             |

| Top Girls Fassa Bortolo TOP | Top Girls Fassa Bortolo TOP | Top Girls Fassa Bortolo TOP |
| --------------------------- | --------------------------- | --------------------------- |
| Num                         | Coureuse                    | Pos                         |
| 201                         | Virginia Bortoli (ITA)      | AB                          |
| 202                         | Monica Castagna (ITA)       | AB                          |
| 203                         | Elisa De Vallier (ITA)      | AB                          |
| 204                         | Sara Luccon (ITA)           | AB                          |
| 205                         | Marta Pavesi (ITA)          | AB                          |
| 206                         | Chiara Reghini (ITA)        | AB                          |

| UAE Team ADQ UAD | UAE Team ADQ UAD                   | UAE Team ADQ UAD |
| ---------------- | ---------------------------------- | ---------------- |
| Num              | Coureuse                           | Pos              |
| 211              | Elisa Longo Borghini (ITA) (route) | 55e              |
| 212              | Alena Amialiusik (BLR)             | 57e              |
| 213              | Brodie Chapman (AUS)               | 37e              |
| 214              | Eleonora Gasparrini (ITA)          | 56e              |
| 215              | Silvia Persico (ITA)               | 16e              |
| 216              | Dominika Włodarczyk (POL) (route)  | 23e              |

| Uno-X Mobility UXM | Uno-X Mobility UXM            | Uno-X Mobility UXM |
| ------------------ | ----------------------------- | ------------------ |
| Num                | Coureuse                      | Pos                |
| 221                | Solbjørk Minke Anderson (DEN) | 30e                |
| 222                | Teuntje Beekhuis (NED)        | AB                 |
| 223                | Simone Boilard (CAN)          | 29e                |
| 224                | Marte Berg Edseth (NOR)       | 13e                |
| 225                | Ingvild Gåskjenn (NOR)        | AB                 |
| 226                | Linda Zanetti (SUI)           | AB                 |

| VolkerWessels VWT | VolkerWessels VWT           | VolkerWessels VWT |
| ----------------- | --------------------------- | ----------------- |
| Num               | Coureuse                    | Pos               |
| 231               | Eline Jansen (NED)          | AB                |
| 232               | Anne Knijnenburg (NED)      | AB                |
| 233               | Marieke Meert (BEL)         | AB                |
| 234               | Laura Molenaar (NED)        | AB                |
| 235               | Margot Vanpachtenbeke (BEL) | 34e               |
| 236               | Bodine Vollering (NED)      | AB                |